# VC Zwolle
VC Zwolle is een volleybalvereniging uit Zwolle, Overijssel, Nederland. In het seizoen 2018/2019 spelen zowel het eerste mannen- als vrouwenteam in de Eredivisie op het hoogste niveau.

## Algemeen
Zwolle staat als volleybalstad bekend om het hoge volleybalniveau bij de heren. Het eerste team, onder leiding van Redbad Strikwerda, werd in het seizoen 2012/2013 voor het eerst in de clubgeschiedenis landskampioen van Nederland.
Naast het hoge niveau van de herenlijn is de vereniging in Zwolle te herkennen aan de ontwikkeling van talent. Via het Center for Sports and Education (CSE) biedt VC Zwolle talentvolle volleyballers de gelegenheid om opleiding en ontwikkeling op het gebied van volleybal te combineren. Talenten trainen via deze constructie zowel op school als in de talentvolle teams. De opleidingslijn binnen de vereniging is als volgt vormgegeven: Heren 2 als opleidingsteam voor heren 1 en heren 3 voor heren 2. Aan het eind van het seizoen 2015- 2016 is er een samenwerkingsverband ontstaan met een andere Zwolse club, VC Voorsterslag. Samen met deze club is er een jong talententeam samengesteld (Heren 3) om zo op een hoger niveau zich optimaal te kunnen ontwikkelen. Dames 2 fungeert als opleidingsteam voor dames 1. De vereniging speelt momenteel in het Landstede Topsportcentrum, voorheen was de thuisbasis het Thorbecke Scholengemeenschap.
Seizoen 2015-2016 wordt afgesloten met een 4e plaats. Aan het eind van dit seizoen heeft hoofdsponsor Landstede aangegeven te stoppen met het sponsoren van het volleybalteam en zich toch concentreren op het basketbal. Het team zal in het seizoen 2016-2017 spelen met een aangepast doelstelling en selectie maar zal voor de eredivisie behouden blijven.

## Erelijst
| Competitie          | Mannen                             | Vrouwen |
| ------------------- | ---------------------------------- | ------- |
| Landskampioen       | 2013, 2014, 2015                   |         |
| Kampioen Topdivisie |                                    | 2014    |
| Bekerwinnaar        | 1997, 1998, 1999, 2012, 2014, 2015 |         |
| Supercup            | 1997, 1998, 1999, 2012, 2013, 2014 |         |